# 560

## Nașteri
- Tassilo I, rege al Bavariei din familia Agilolfingilor (din 591), (d. 610)

## Decese
- dată necunoscută: Simpliciu din Cilicia filozof neoplatonician (n. 480)
- dată necunoscută: Zosim Palestinianul  (n. 460)
- dată necunoscută: Chlothsind  (n. ?)